# Izbenica
Izbenica (izvirno srbsko Избеница) je naselje v Srbiji, ki upravno spada pod Občino Varvarin; slednja pa je del Rasinskega upravnega okraja.

## Demografija
V naselju, katerega izvirno (srbsko-cirilično) ime je Избеница, živi 425 polnoletnih prebivalcev, pri čemer je njihova povprečna starost 42,3 let (40,9 pri moških in 43,6 pri ženskah). Naselje ima 167 gospodinjstev, pri čemer je povprečno število članov na gospodinjstvo 3,18.
To naselje je, glede na rezultate popisa iz leta 2002, večinoma srbsko.
|  |

| Demografija | Demografija     | Demografija     |
| Leto        | Št. prebivalcev | Št. prebivalcev |
| ----------- | --------------- | --------------- |
|             |                 |                 |
|             |                 |                 |
|             |                 |                 |
|             |                 |                 |
| 1948        | 857             |                 |
| 1953        | 876             |                 |
| 1961        | 822             |                 |
| 1971        | 790             |                 |
| 1981        | 755             |                 |
| 1991        | 833             | 561             |
| 2002        | 1226            | 531             |
|             |                 |                 |

| Etnična sestava po popisu iz leta 2002 | Etnična sestava po popisu iz leta 2002 | Etnična sestava po popisu iz leta 2002 | Etnična sestava po popisu iz leta 2002 | Etnična sestava po popisu iz leta 2002 |
| -------------------------------------- | -------------------------------------- | -------------------------------------- | -------------------------------------- | -------------------------------------- |
| Srbi                                   | Srbi                                   |                                        | 523                                    | 98,49%                                 |
| Ukrajinci                              | Ukrajinci                              |                                        | 1                                      | 0,18%                                  |
| Neznano                                | Neznano                                |                                        | 7                                      | 1,31%                                  |